# Дослідження переходу, результатів і статі
Дослідження переходу, результатів і статі (англ. Study of Transition, Outcomes, and Gender; STRONG) —  когортне дослідження здоров’я трансгендерних людей до, під час або після гендерно корегуючих процедур, таких як трансгендерна гормональна терапія та гендерно корегуючої операції. Дослідження проводиться в Kaiser Permanente у Північній Каліфорнії, Південній Каліфорнії і Джорджії та охоплює понад 6000 трансгендерних осіб. Дослідження проводилися до 2015 року, а перша стаття була опублікована у 2017 році. Когорта STRONG представляє найбільшу когорту трансгендерів, вивчену на сьогодні, і перше таке масштабне дослідження, проведене в Сполучених Штатах. STRONG опублікував статті, в яких оцінюється чисельність трансгендерного населення та демографічні показники, відповідність між електронними медичними записами та самооцінкою гендерної ідентичності, гендерною дисфорією та психічним здоров'ям, суїцидальність, «проходження» та психічне здоров’я, прогресування гендерної дисфорії у трансгендерної молоді , гематологічні параметри, параметри печінки, ризик акне, ризик псоріазу, здоров'я серцево-судинної системи, ризик діабету та ризик раку.